# Targasona
Targasona (en francès i oficialment Targasonne) és una comuna de la Catalunya del Nord, a la comarca de l'Alta Cerdanya. Administrativament, pertany a l'Estat francès.
Destaca el lloc anomenat la Tartera de Targasona (chaos en francès), format per blocs de granit de formes capritxoses que s'han després del Pic dels Moros.

## Geografia

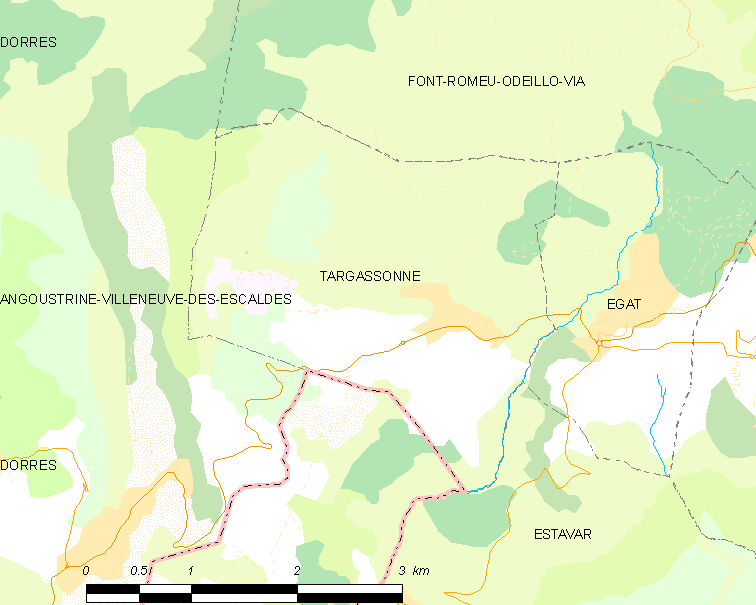
Mapa de la comuna de Targasona

## Política i administració

### Adscripció cantonal
Des de les eleccions cantonals del 2015, Targasona forma part del Cantó dels Pirineus Catalans.

### Serveis comunals mancomunats
Targasona pertany a la Comunitat de comunes Pirineus Cerdanya, amb capitalitat a Sallagosa, juntament amb Angostrina i Vilanova de les Escaldes, Dorres, Enveig, Èguet, Er, Estavar, la Guingueta d'Ix, Llo, Naüja, Oceja, Palau de Cerdanya, Porta, Portè, Sallagosa, Santa Llocaia, La Tor de Querol, Ur i Vallcebollera.